# Park City Mountain Resort
El Park City Mountain Resort, anteriorment anomenada Treasure Mountain, és una estació d'esquí situada a Park City (Utah, Estats Units), els orígens dels quals es remunten a la dècada del 1960.
El 2002 fou subseu dels Jocs Olímpics d'Hivern de 2002 realitzats a Salt Lake City allotjant la competició de surf de neu i esquí alpí (proves d'eslàlom gegant)